# Fool to Cry
Fool to Cry è un singolo del gruppo rock The Rolling Stones, pubblicato nell'aprile 1976 ed estratto dall'album Black and Blue.

## Il brano
Registrato nel mese di dicembre '74, il pezzo venne composto da Mick Jagger e Keith Richards. Mick Taylor aveva appena lasciato la band e il resto del gruppo rimase senza un chitarrista solista. Le sessioni di registrazione di Black and Blue furono usate come una sorta di audizione per nuovi chitarristi, che portò il session man Wayne Perkins a suonare la chitarra su questo brano. Jagger suona il piano elettrico e Nicky Hopkins si esibisce al pianoforte regolare, Hopkins suona anche il sintetizzatore.

## Pubblicazione
Pubblicato come primo singolo estratto dall'album Black and Blue il 20 aprile 1976, Fool to Cry raggiunse la posizione numero 6 nella classifica UK Singles Chart e la numero 10 nella statunitense Billboard Hot 100. Fool to Cry è stato l'unico brano dell'album Black and Blue ad essere inserito nei greatest hits degli Stones Forty Licks (2002) e GRRR! (2012).

## Tracce singolo
1. Fool to Cry - 5:04
2. Crazy Mama - 4:30